# Ратнов
Ра́тнов (укр. Ратнів) — село в Боратинской сельской общине Луцкого района Волынской области Украины.
Код КОАТУУ — 0722885401. Население по переписи 2001 года составляет 888 человек. Почтовый индекс — 45650. Телефонный код — 332. Занимает площадь 2,17 км².